# 阔叶三花假卫矛
阔叶三花假卫矛（学名：Microtropis triflora var. szechuanensis）为卫矛科假卫矛属下的一个变种。其变种加词“szechuanensis”意为“四川的”。